# Таджура (регион)
Таджура (на арабски: تاجورة; на френски: Tadjourah и Tajura, правопис по Американската система BGN Tajūrah) е регион в централната част на Джибути. Площта му е приблизително 7300 квадратни километра, а населението, по изчисления от юли 2017 г., е 121 000 души. Регионът граничи с Еритрея и Етиопия. Има излаз на Таджуренския залив. Столицата на региона е град Таджура, с население около 25 000 души. На територията на региона е разположено кратерното езеро Асал.